# پابلو درکی
پابلو درکی (اسپانیایی: Pablo Derqui‎؛ زادهٔ ۱۰ اوت ۱۹۷۶) بازیگر اهل اسپانیا است.
از فیلم‌ها یا برنامه‌های تلویزیونی که وی در آن نقش داشته‌است، می‌توان به کلیسای بزرگ دریا، چشمان جولیا، سالوادور، افسانه هیسپانیا، ایزابل و نرودا اشاره کرد.